# Cremello

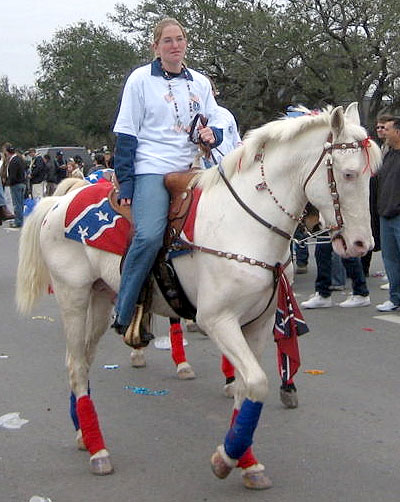
Cremello

Il cremello (o crema) è un mantello equino particolarissimo: i cavalli hanno i peli molto chiari (da crema ad avorio), la pelle rosa e gli occhi azzurri. I puledri sono chiari fin dalla nascita, al contrario dei cavalli grigi.

## Genetica
Il gene Cr che lo caratterizza è dominante incompleto ed è un gene di diluizione. In questo caso però è presente in due copie, quindi CrCr (omozigosi).  
 
In eterozigosi se agisce sul mantello baio genera il mantello Isabella; se invece agisce sul sauro genera il mantello Palomino.
Il gene che caratterizza il cremello non è però caratteristico di tutte le razze equine, sebbene appaia in alcune come il Quarter Horse, il Morgan, il Lusitano, l'Akhal-Teke.